# Локьер, Том
Том Алун Локьер (англ. Thomas Alun Lockyer; род. 3 декабря 1994, Кардифф) — валлийский футболист, защитник клуба «Лутон Таун» и сборной Уэльса. Участник чемпионата Европы 2020.

## Клубная карьера
Локьер — воспитанник клубов «Кардифф Сити» и английского «Бристоль Роверс». 12 января 2013 года в матче против «Флитвуд Таун» он дебютировал во Второй лиге Англии в составе последнего. 31 августа в поединке против «Нортгемптон Таун» Том забил свой первый гол за «Бристоль Сити». В 2016 году Локьер помог клубу выйти в более высокий дивизион. 6 августа в матче против «Сканторп Юнайтед» он дебютировал в Первой лиге Англии.
Летом 2019 года Локьер перешёл в «Чарльтон Атлетик», подписав контракт на два года. 3 августа в матче против «Блэкберн Роверс» он дебютировал в Чемпионшипе. 11 января 2020 года в поединке против «Вест Бромвич Альбион» Том забил свой первый гол за «Чарльтон Атлетик».
Летом 2020 года Локьер перешёл в «Лутон Таун». 24 октября в матче против «Шеффилд Уэнсдей» он дебютировал за новый клуб. 25 января 2022 года в поединке против «Бристоль Сити» Том забил свой первый гол за «Лутон Таун».
16 декабря 2023 года во время матча с «Борнмутом» (17-й тур Премьер-лиги) Локьер был унесён с поля на носилках после того, как упал в обморок на 62-й минуте игры..
Представители клуба сообщили, что это был не просто обморок, а короткая остановка сердца.
Благодаря экстренным мерам медицинского штаба «Борнмута» игрока вернули в сознание, но матч было решено сначала прервать, а потом и вовсе отменить.

## Международная карьера
14 ноября 2017 года в товарищеском матче против сборной Панамы Локьер дебютировал за сборную Уэльса. В 2021 году Том принял участие в чемпионате Европы. На турнире он был запасным и на поле не вышел.